# Mesterholdenes Europa Cup i håndbold 1974-75 (mænd)
Mesterholdenes Europa Cup i håndbold 1974–75 var den 15. udgave af Mesterholdenes Europa Cup i håndbold for mænd. Turneringen havde deltagelse af 25 klubhold, som sæsonen forinden var blevet nationale mestre, og den blev afviklet som en cupturnering, hvor opgørene til og med semifinalerne blev afgjort over to kampe (ude og hjemme), mens finalen blev afgjort i én kamp på neutral bane.
Turneringen blev vundet af ASK Vorwärts Frankfurt fra Østtyskland, som i finalen i Dortmund besejrede RK Borac Banja Luka fra Jugoslavien med 19-17. Det var første gang at ASK Vorwärts Frankfurt vandt Mesterholdenes Europa Cup, og det var også første gang et østtysk hold vandt titlen.
Danmarks repræsentant i turneringen var Aarhus KFUM, som tabte i kvartfinalen med 31-32 over to kampe til RK Borac Banja Luka fra Jugoslavien.

## Resultater

### 1/16-finaler
| Dato   | Dato   | Hjemmehold i 1. kamp  | Udehold i 1. kamp        | Resultat | Resultat | Resultat |
| 1.kamp | 2.kamp | Hjemmehold i 1. kamp  | Udehold i 1. kamp        | Samlet   | 1.kamp   | 2.kamp   |
| ------ | ------ | --------------------- | ------------------------ | -------- | -------- | -------- |
| ?      | ?      | WKS Slask Wroclaw     | ASK Vorwärts Frankfurt   | 27–34    | 12-18    | 15-16    |
| 5.10.  | 20.20. | Fola Esch             | Sasja Antwerpen          | 22–28    | 11-16    | 11-12    |
| ?      | ?      | SAAB Linköping        | FH                       | 36–37    | 22-21    | 14-16    |
| ?      | ?      | Os Belenenses Lisboa  | TSV St. Otmar St. Gallen | 41–42    | 23-16    | 18-26    |
| 7.10.  | 24.10. | CSI Rosmini Roveretto | BM Granollers            | 28–40    | 13-15    | 15-25    |
| ?      | ?      | Steaua Bucuresti      | Hapoel Raanana           | 51–27    | 27-12    | 24-15    |
| ?      | ?      | Brentwood HC          | HV Sittardia             | 18–81    | 10-38    | 8-43     |
| 6.10.  | 19.10. | Aarhus KFUM           | Kyndil                   | 61–30    | 34-13    | 27-17    |
| ?      | ?      | Lokomotiv Sofia       | Oberglas Barnbach        | 46–39    | 28-17    | 18-22    |

### 1/8-finaler
| Dato   | Dato   | Hjemmehold i 1. kamp | Udehold i 1. kamp        | Resultat | Resultat | Resultat |
| 1.kamp | 2.kamp | Hjemmehold i 1. kamp | Udehold i 1. kamp        | Samlet   | 1.kamp   | 2.kamp   |
| ------ | ------ | -------------------- | ------------------------ | -------- | -------- | -------- |
| ?      | ?      | Sasja Antwerpen      | ASK Vorwärts Frankfurt   | 28–61    | 19-25    | 9-36     |
| ?      | ?      | FH                   | TSV St. Otmar St. Gallen | 42–37    | 19-14    | 23-23    |
| ?      | 30.11. | PUC Paris            | VfL Gummersbach          | 40–48    | 20-23    | 20-25    |
| 7.11.  | 29.11. | Spartacus Budapest   | BM Granollers            | 51–39    | 28-17    | 23-22    |
| 12.11  | ?      | TJ Scoda Plzen       | Refstad IL               | 41–32    | 21-16    | 20-16    |
| ?      | ?      | Steaua Bucuresti     | MAI Moskva               | 44–43    | 24-22    | 20-21    |
| ?      | ?      | HV Sittardia         | Aarhus KFUM              | 26–38    | 17-20    | 9-18     |
| ?      | ?      | Lokomotiv Sofia      | RK Borac Banja Luka      | 45–49    | 21-20    | 24-29    |

### Kvartfinaler
| Dato   | Dato   | Hjemmehold i 1. kamp | Udehold i 1. kamp      | Resultat | Resultat | Resultat |
| 1.kamp | 2.kamp | Hjemmehold i 1. kamp | Udehold i 1. kamp      | Samlet   | 1.kamp   | 2.kamp   |
| ------ | ------ | -------------------- | ---------------------- | -------- | -------- | -------- |
| 23.1.  | 29.1.  | FH                   | ASK Vorwärts Frankfurt | 35–51    | 17-21    | 18-30    |
| ?      | ?      | VfL Gummersbach      | Spartacus Budapest     | 34–28    | 15-15    | 19-13    |
| 22.1.  | ?      | Steaua Bucuresti     | TJ Scoda Plzen         | 36–23    | 20-7     | 16-16    |
| 23.1.  | 29.1.  | Aarhus KFUM          | RK Borac Banja Luka    | 31–32    | 13-11    | 18-21    |

### Semifinaler
| Dato   | Dato   | Hjemmehold i 1. kamp   | Udehold i 1. kamp | Resultat | Resultat | Resultat |
| 1.kamp | 2.kamp | Hjemmehold i 1. kamp   | Udehold i 1. kamp | Samlet   | 1.kamp   | 2.kamp   |
| ------ | ------ | ---------------------- | ----------------- | -------- | -------- | -------- |
| 7.3.   | 14.3.  | ASK Vorwärts Frankfurt | VfL Gummersbach   | 38–36    | 22-18    | 16-18    |
| ?      | ?      | RK Borac Banja Luka    | Steaua Bucuresti  | 30–30    | 19-17    | 11-13    |

### Finale
Finalen blev spillet i Dortmund, Vesttyskland.
| Dato  | Vinder                 | Finalist            | Res.  |
| ----- | ---------------------- | ------------------- | ----- |
| 13.4. | ASK Vorwärts Frankfurt | RK Borac Banja Luka | 19–17 |